# Hümaşah Sultan

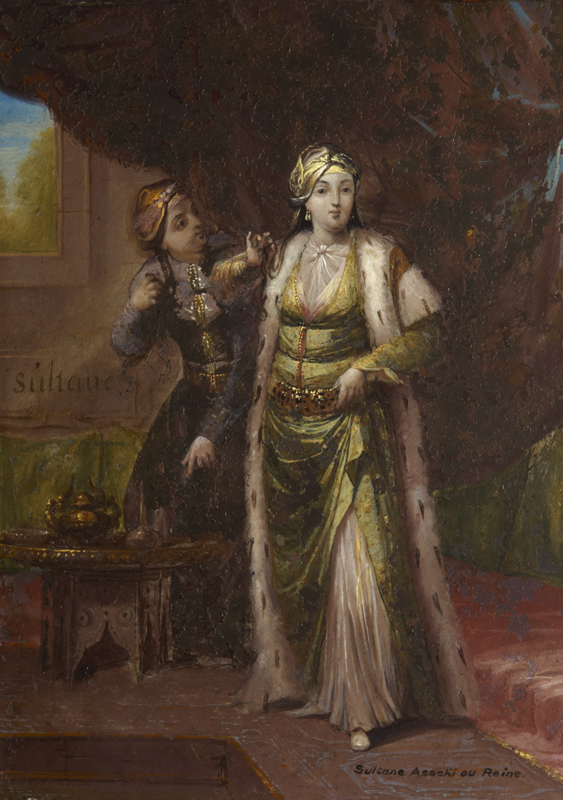
Hümaşah Sultan, klädd i guld

Hümaşah Sultan, född 1634, död 1672, var favoritkonkubin till sultan Ibrahim I.
Hon var ursprungligen ortodox georgier innan hon föll offer för slavhandeln och hamnade i det kejserliga osmanska haremet, där hon enligt sed konverterade till islam och fick ett persiskt namn.
Hümaşah blev vid tretton års ålder Ibrahims favoritkonkubin, och hindrade andra konkubiner att få något inflytande. Ibrahim ska år 1647 ha ingått ett lagligt äktenskap med henne enligt Roxanas exempel, något som annars inte var vanligt för sultanerna, som enligt sed istället fick barn med slavkonkubiner. Han uppges ha uppfyllt alla hennes önskningar. 
Sultanen tvingade sina systrar Fatma Sultan, Hanzade Sultan och  Ayşe Sultan och sin brorsdotter Kaya Sultan att passa upp på hans konkubiner: han konfiskerade deras jord och juveler och tvingade dem att passa upp på sin favoritkonkubin Hümaşah Sultan, stå runt henne medan hon åt och hjälpa henne att tvätta händerna efteråt. Detta var ett exempel på hans många brott mot sedvänja och etikett och uppfattades som en skandal: han förvisade dem också senare till palatset i Edirne. Hon hamnade även i konflikt med sultanens mor Kösem, som försökte få henne förvisad, vilket bara resulterade i att sultanmodern själv förvisades till "det gamla palatset" för pensionerade konkubiner. 
År 1648 födde hon sonen prins Orhan, som sultanen ansågs ha fäst sig osunt mycket vid. Samma år avled Ibrahim I. Hümaşah förvisades då precis som resten av haremet till det gamla palatset för pensionerade konkubiner. Hennes son avled 1650. Efter detta nämns hon inte förrän vid hennes död 1672.